# Aldeburgh Festival
Das Aldeburgh Festival ist ein englisches Musikfestival, das sich hauptsächlich der Darbietung Klassischer Musik widmet. Es findet jährlich in Aldeburgh in Suffolk statt, seit 1967 hauptsächlich in der Konzerthalle in einer alten Mälzerei im benachbarten Dorf Snape.

## Geschichte des Aldeburgh Festivals
Das Festival wurde 1948 von dem britischen Komponisten Benjamin Britten, dem Sänger Peter Pears und dem Librettisten Eric Crozier an der ostenglischen Küste in der Grafschaft Suffolk ins Leben gerufen. Der ursprüngliche Anlass war der Wunsch, eine Spielstätte für ihre gemeinsame Operntruppe, die English Opera Group zu finden, doch wurde die Idee des Festivals bald auf Dichterlesungen, Literatur- und Theaterveranstaltungen, Vorträge und Kunstausstellungen erweitert. Das erste Festival fand vom 5. bis 13. Juni 1948 statt. Hauptspielort war die Aldeburgh Jubilee Hall, die nur wenige Schritte von Brittens Wohnhaus entfernt lag. Zu den ersten aufgeführten Werken gehörten Brittens Oper Albert Herring sowie seine eigens für das Festival komponierte Kantate Saint Nicolas, op. 42. Im Festival wurden verschiedene Werke Benjamin Brittens uraufgeführt (z. B. A Midsummer Night's Dream 1960; Death in Venice 1973).

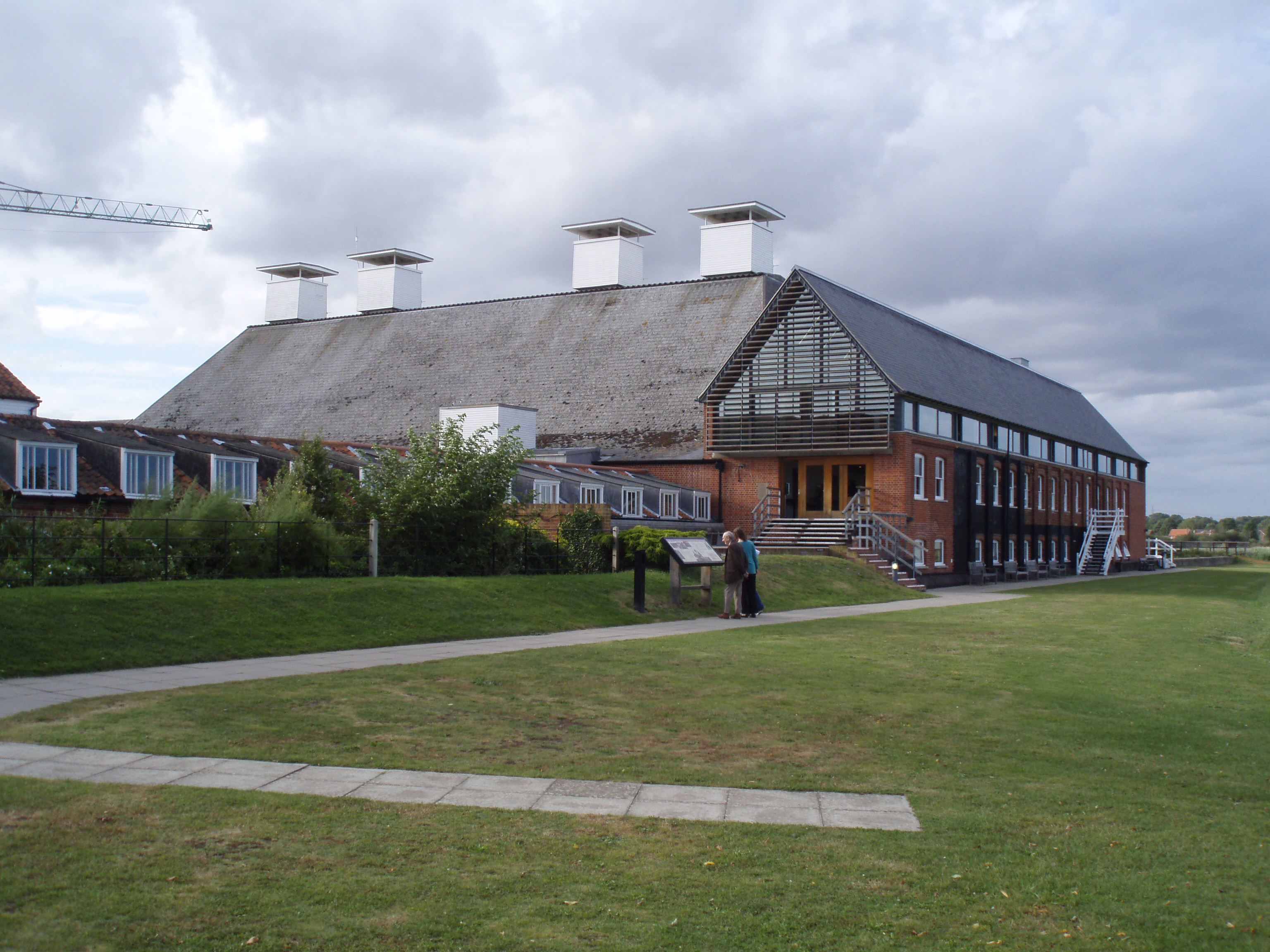
Die ehemalige Mälzerei in Snape

Mit der Zeit wuchsen die Dimensionen des Festivals und weitere Spielorte wie die Kirche Saint Peter and Saint Paul in Aldeburgh sowie die nahegelegenen Orte Orford, Blythburgh and Framlingham kamen hinzu. In den 1960er Jahren erhielt das Festival eine eigene Spielstätte, die durch den Umbau einer ehemaligen Mälzerei in dem Dorf Snape als große Konzerthalle mit 832 Plätzen gewonnen wurde.
Die neue Konzerthalle wurde durch Königin Elisabeth II. am 2. Juni 1967 zur Eröffnung des 20. Aldeburgh Festivals eingeweiht.
Zwei Jahre später wurde die Konzerthalle am Eröffnungsabend des Festivals durch ein Feuer zerstört. In diesem Jahr fanden die Veranstaltungen des Festivals in anderen Räumen statt, doch bereits im folgenden Jahr konnte die wieder errichtete Konzerthalle von der Queen erneut eingeweiht werden.

## Das Festival heute
Veranstalter des Festivals ist seit Juli 2006 das Unternehmen Aldeburgh Music (vorher Aldeburgh Productions u. a.). Uraufführungen Neuer Musik, die Präsentation neuer Interpretationen und die Wiederentdeckung vergessener Musik sind nach wie vor Schwerpunkte des Festivalprogramms. Seit Beginn widmet sich das Festival der Pflege junger Talente, indem junge Künstler mit etablierten Stars zusammengebracht werden. 2009 wurden neue Gebäude, so das Hoffmann Building, das Britten-Studio mit 340 Sitzen, das Jerwood Kiln Studio mit 75 Sitzen und einige Einrichtungen für die Künstler errichtet.
Künstlerischer Leiter des Festivals ist seit 2009 der Pianist Pierre-Laurent Aimard.
Das 75. Aldeburgh Festival fand vom 7. bis 23. Juni 2024 statt.

## Auszeichnung
- International Opera Award 2014, Anniversary Production (Britten) für Peter Grimes on the beach

## Uraufführungen
- A Midsummer Night’s Dream, Oper von Benjamin Britten, 11. Juni 1960
- Death in Venice, Oper von Benjamin Britten, 16. Juni 1973

## Weblink
- Britten Pears Arts: Aldeburgh Festival